# Claudia Burton Bradley
Claudia Portia Burton Bradley (28 de noviembre de 1909 – 5 de octubre de 1967) fue una médica, ortopedista, pediatra y farmacéutica. Su área principal de trabajo e investigaciones fue la parálisis cerebral, lo cual la convirtió en la primera directora médica del Centro de Espásticos de Nueva Gales del Sur y fundadora de la Asociación Cerebral Palsy.

## Biografía

### Primeros años
Bradley nació en 1909 de Alan Godfrey Burton Bradley y su mujer Ruby Malvina Drayton en Richmond, Nueva Gales del Sur. Alan Burton Bradley era hijo de Henry Burton Bradley, quién a su vez era sobrino de William Westbrooke Burton. A Claudia se le diagnosticó diabetes a los 11 años y fue una de las primeras diabéticas del mundo en recibir tratamiento con insulina. Tales tratamientos y hospitalizaciones tempranas influyeron en sus aspiraciones de estudiar medicina. Estudió en elCleveland Street Institute Intermeate en Sídney y, después de graduarse en 1928, se matriculó en la Universidad de Sídney estudiando Artes y Farmacia. Se graduó como farmacéutica en 1930 y trabajó en la farmacia del Hospital de Suburbios Occidental de 1933 a 1938 antes de regresar a la Universidad para completar un Bachelor de Medicina y otro de Cirugía, obteniéndolos en 1943.

## Carrera
Su primera función como agente médica residente fue en 1944 en el Hospital Real North Shore de Sídney (RNSH) y más tarde en el Rachel Forster Hospital para Mujeres y Niños (RFH). En 1945, fue nombrada la primera directora médica del Spastic Centro de Nueva Gales del Sur, y el mismo año se casó con Joel Austen Phillips, un empresario retirado. En los años siguientes fue nombrada honoraria ayudante clínico RNSH en fisioterapia y honoraria ayudante ortopédica cirujana en RFH.
Su área principal de trabajo fue la parálisis cerebral; participando en investigaciones internacionales, creando un equipo sobre la base de tratamiento y habilitación. Hizo campaña para el "mantenimiento de dignidad en relación a esos niños como seres amigos" y el ánimo de niños con la enfermedad "para dirigirlos en vidas útiles e independientes". Fundó la Asociación australiana de Parálisis Cerebral en 1952 y fue nombrada miembro de la Academia americana de Parálisis Cerebral.

## Últimos años
Bradley se retiró en 1962 debido al empeoramiento de su  diabetes. Fue hecha miembro del Orden del Imperio británico en 1966 por su compromiso en investigar y tratar  la parálisis cerebral. Murió de una oclusión coronaria el 5 de octubre de 1967 en Cremorne, Nueva Gales del Sur.